# SN 2000as
SN 2000as – supernowa odkryta 7 marca 2000 roku w galaktyce A143609-0025. W momencie odkrycia miała maksymalną jasność 20,10m.